# 1910–1911-es magyar labdarúgó-bajnokság (első osztály)
A 10. hivatalos bajnokság. A tízcsapatos bajnokságot újra a Ferencváros nyerte, immár hatodszor, mindössze két 2:1-es vereséggel, melyeket az MTK-tól szenvedett el.
A tavaszi rangadó egyben a Ferencváros stadionjának avatója is volt, 10.000 nézővel a lelátókon.
A 33 FC-től két pontot levontak, mert egy mindössze tizenöt éves játékost állítottak be két győztes mérkőzésen, a fiatal kapust Zsák Károlynak hívták. A két mérkőzést újra játszatta az MLSZ, most a Ferencváros 7:0-ra nyert, a BTC ellen 0:0 lett az eredmény.
A csepeli Weisz Manfréd gyár létrehozta az első osztályból verbuvált csapatát, hogy ne kelljen a IV. osztályban kezdeniük egyesültek a BAK-kal, Budapest Csepeli Atlétikai Klub néven. Jól is szerepelt a csapat ősszel harmadik, tavasszal már második-ak voltak. Ekkor a két klub vezetőségének ellentétei miatt a csepeli klub kivonult, megszűnt az anyagi támogatás és a BAK visszaesett a tabellán.
Kiesett az ÚTE, feljutott a III. Kerület.
A második alkalommal megrendezett Magyar Kupát ismét az MTK nyerte, a Magyar Atlétikai Club 1:0-s legyőzésével.

## A végeredmény
| #  | Csapat          | J  | Gy | D | V  | Rg | Kg | Gk  | P  | Megjegyzés |
| -- | --------------- | -- | -- | - | -- | -- | -- | --- | -- | ---------- |
| 1  | Ferencvárosi TC | 18 | 16 | - | 2  | 77 | 19 | +58 | 32 | Bajnok     |
| 2  | MTK             | 18 | 10 | 4 | 4  | 37 | 18 | +19 | 24 |            |
| 3  | Bp. Törekvés SE | 18 | 9  | 4 | 5  | 44 | 33 | +11 | 22 |            |
| 4  | Budapesti AK    | 18 | 9  | 3 | 6  | 38 | 28 | +10 | 21 |            |
| 5  | Budapesti TC    | 18 | 7  | 4 | 7  | 29 | 33 | -4  | 18 |            |
| 6  | MAC             | 18 | 8  | 1 | 9  | 32 | 35 | -3  | 17 |            |
| 7  | Terézvárosi TC  | 18 | 5  | 3 | 10 | 18 | 48 | -30 | 13 |            |
| 8  | Nemzeti SC      | 18 | 4  | 4 | 10 | 26 | 40 | -14 | 12 |            |
| 9  | 33 FC           | 18 | 4  | 5 | 9  | 18 | 37 | -19 | 11 |            |
| 10 | Újpesti TE      | 18 | 2  | 4 | 12 | 23 | 51 | -28 | 8  | Kiesett    |

1. ↑  2 büntetőpont levonva

## Kereszttáblázat
|                 | FTC | MTK | Törekvés | BAK | BTC | MAC | TTC | NSC | 33 FC | ÚTE |
| --------------- | --- | --- | -------- | --- | --- | --- | --- | --- | ----- | --- |
| Ferencvárosi TC | XXX | 1-2 | 4-1      | 4-2 | 3-2 | 0-3 | 4-0 | 8-3 | 7-0   | 7-1 |
| MTK             | 1-2 | XXX | 2-0      | 2-1 | 1-3 | 3-0 | 3-1 | 0-1 | 3-1   | 6-1 |
| Bp. Törekvés SE | 1-5 | 3-3 | XXX      | 2-3 | 1-1 | 4-1 | 7-0 | 3-1 | 1-1   | 2-0 |
| Budapesti AK    | 0-3 | 2-0 | 2-3      | XXX | 2-2 | 2-1 | 4-0 | 2-1 | 0-1   | 4-2 |
| Budapesti TC    | 0-5 | 0-0 | 5-4      | 1-4 | XXX | 0-3 | 2-0 | 2-3 | 0-0   | 3-0 |
| MAC             | 1-5 | 1-4 | 1-2      | 1-0 | 3-1 | XXX | 5-1 | 2-3 | 1-2   | 3-1 |
| Terézvárosi TC  | 0-7 | 0-2 | 0-1      | 2-2 | 2-1 | 3-0 | XXX | 1-2 | 2-2   | 1-1 |
| Nemzeti SC      | 1-3 | 0-0 | 1-3      | 2-2 | 0-1 | 2-2 | 2-3 | XXX | 2-3   | 2-1 |
| 33 FC           | 0-2 | 1-5 | 2-5      | 0-1 | 1-2 | 0-2 | 0-2 | 0-0 | XXX   | 2-2 |
| Újpesti TE      | 1-7 | 0-0 | 1-1      | 1-5 | 1-2 | 1-2 | 5-0 | 4-2 | 0-2   | XXX |

A bajnok Ferencvárosi Torna Club játékosai: Fritz Alajos (18) – Rumbold Gyula (11), Manglitz Ferenc (18) – Weinber János (16), Bródy Sándor (17), Payer Imre (14) – Szeitler Károly (15), Schlosser Imre (18), Koródy I Károly (16), Weisz Ferenc (17), Borbás Gáspár dr. (18) Játszottak még: Gorszky Tivadar (10), Halász Géza (8), Wessely Ferenc (4), Pataki Mihály (3), Varga János (2), Medgyessy Jenő (1), Pápai Ernő (1), Rónay Zoltán (1).
A 2. helyezett Magyar Testgyakorlók Köre játékosai: Bíró Gyula, Csüdör Ferenc, Domonkos László (k), Ellinger Leó, Farkas István, Holits Ödön (k), Károly Jenő, Kertész I Gyula, Kertész II Vilmos, Kertész III Adolf, Knapp Miksa (k), Kürschner "Szűcs" Béla, Nagy Ferenc, Révész Béla, Sebestyén Béla, Szántó Károly, Taussig Imre, Vágó Antal.
A 3. helyezett Törekvés Sport Egylet játékosai: Béky János, Bodnár József, Burián Géza, Csonka Kálmán, Dürr Antal (k), Ging József, Hauswald Károly, Kauffmann Aladár, Kiss Ferenc, Mathisz, Méner László, Nyilas István, Orsolyák József, Pejtsik Imre, Szabó Gyula, Szakács Béla, Szedlyák Gusztáv, Szednicsek János, Ürögdi József, Wolenszki Endre, Wolenszki Ferenc.
A 4. helyezett Budapesti Athletikai Klub játékosai: Cseh Konrád, Domos Elemér, Fancsek Károly, Gállos Sándor, Goldstein Hermann, Grósz I József, Grósz II Ferenc, Grünwald Miksa, Halász Géza, Jancsarek Pál, Károly Jenő, Késmárky Ákos, Késmárky Salamon, Konrád, Kucsera "Kurucz" István, Ligeti Ede, Prétyi Károly, Rappay József, Rudas Ernő, Salamon Sándor, Stick Károly, Szury Kálmán, Waldner Károly.
Az 5. helyezett Budapesti Torna Club játékosai: Bayer Henrik, Bihari Ferenc, Boldog Ádám, Dobó Gyula, Földi Ferenc, Huber Antal, Horváth József, Izsák Károly, Korda Győző, Kőszegi Dezső, Kovács Elemér, Kunst Ottó, Leitner János, Levák István, Mészáros Árpád, Németh János, Rákóczi Jenő, Rauchmaul Emil, Saly Sándor, Sárközy Sándor dr., Schmuck Manó, Simon Ferenc, Szendrő Oszkár, Sztana, Ujváry "Cseh" Ödön.
A 6. helyezett Magyar Athletikai Club játékosai: Fábry László, Feketeházy II Gyula, Fodor Rezső, Herner Sándor, Hildebrand Elemér, Kazár Emil, Kelemen I Béla, Kertész Géza, Krempels I József, Krempels II Béla, Lator Géza, Major Kálmán, Medgyessy Iván, Moór, Oldal Mihály, Ónody Zsigmond, Rauch I "Rácz I" Géza, Rácz II Győző, Riedl István, Saly Sándor, Sipos Ernő, Újhelyi, Zeitler Imre.
A 7. helyezett 33 Football Club játékosai: Bíró Lajos, Bíró László, Bosnyákovits Károly, Czavolják József, Fey Viktor, Hampl Kálmán, Hauser, Horváth Béla, Iváncsics Mihály, Kehrling Béla, Kiss Károly, Lőwy Artúr, Mandl Frigyes, Opprecht István, Schubert Sándor, Steiner, Széchy Endre, Székány Géza, Székány Sándor, Szüsz Félix, Weisz Frigyes, Zsák Károly.
A 8. helyezett Terézvárosi Torna Club játékosai: Battlik János, Beimel Miksa, Fekete Miklós, Hauer Rudolf, Hegyi Árpád, Hegyi Zoltán, Jergencz Ignác, Lévai Mihály, Maly Antal, Nemetz "Német" Ernő, Pach Ferenc, Proczenkó Ferenc, Reich Jenő, Roóz I Ernő, Roóz II Oszkár, Rösner Vilmos, Rusz Miklós, Schlenk, Schönfelder Aladár, Szántó Béla, Vágó Antal, Weisz Zoltán, Zádor Elek.
A 9. helyezett Nemzeti Sport Club játékosai: Bednár Nándor, Bodnár Sándor, Fábry László, Faragó Béla, Fekete Miklós, Feldmann Gyula, Feldmann József, Feldmann Simon, Gerő Ferenc, Gyárfás Sándor, Hegyi Árpád, Hlavay György, Kanyaurek István, Kovács Elemér, Lassingleitner József, Leiner Izidor, Molnár Frigyes, Reich Ede, Rometh József, Sebestyén Dezső, Szabó Sándor, Székely Aladár, Tóth Potya István, Vajda Béla, Winter Lajos.
A 10. helyezett Újpesti Torna Egylet játékosai: Fandl Géza, Fürst Oszkár, Goldstein Hermann, Kardos I Ferenc, Kazár Tibor, Kohn Alajos, Kovács Aladár, Kuschner János, Lévay József, Ludwig Antal, Molnár I Ferenc, Molnár II Imre, Molnár III Ödön, Novák Sándor, Petz Béla, Révész, Surnik Béla, Szabó Ferenc, Szidon I Vilmos, Vanicsek József, Vranák Lajos.

## Díjak
| Bajnok 19010/11  |
| FTC 6. Bajnokság |

| Az év játékosa | Gólkirály                   |
| Bíró Gyula MTK | Schlosser Imre FTC (38 gól) |

## Kerületi bajnokságok
A hat vidéki kerületi bajnokság végeredménye:
- Közép (Pest-vidéki) kerület:

1. Kecskeméti AC, 2. Monori SE, 3. Balassagyarmati SE.
- Déli kerület:

1. Aradi AC, 2. Temesvári AC, 3. Bácska Szabadkai AC, 4. Szegedi AK, 5. Aradi SC.
- Északi kerület:

1. Kassai AC, 2. Miskolci SE, 3. Eperjesi TVE, 4. Debreceni TE, 5. Sátoraljaújhelyi AC, 6. Kassai Munkás TE, 7. Mateóci SE.
- Nyugati kerület:

1. Győri ETO, 2. Soproni FAC, 3. Soproni Venus FC, 4. Pozsony-Újvárosi LE.
- Keleti (Erdélyi) kerület:

1. Kolozsvári TC, 2. Kolozsvári KASK, 3. Kolozsvári AC.
- Délnyugati (Dunántúli) kerület:

1. Pécsi AC, 2. Székesfehérvári TC, 3. Kaposvári AVC.
Vidéki bajnoki döntő: Kassai AC - Pécsi AC 2:0. A Kassa összeállítása: Gábor Bertalan - Stefán Ferenc, Stiller Gyula - Kemény György, Tóth Ferenc, Kannengieser Béni - Horváth István, Leidolf Ödön, Árva László, Gang Gyula, Korach Sándor. Az országos bajnoki címért most sem hívták ki a Ferencvárost.